# Islam u Hrvata
Islam u Hrvata danas je vrlo rijetka pojava. Po popisu stanovništva 2011. u Hrvatskoj živi 62.977 muslimana, od čega ih se 9.647 izjašnjava Hrvatima. Većina potomaka ljudi iz Hrvatske, BiH, Srbije i Crne Gore koji su tijekom turske okupacije prešli na islam danas se u nacionalnom smislu smatra Bošnjacima, dok malen broj njih imaju izgrađen hrvatski, srpski, crnogorski ili goranski nacionalni identitet, a dio se i dalje izjašnjava Muslimanima. Bosanskim se muslimanima tijekom Nezavisne Države Hrvatske (1941. – 1945.) otvorila mogućnost izjašnjavanja Hrvatima. Restitucija hrvatske nacionalne svijesti bila je otežana zbog toga što se dio muslimana iz oportunih razloga u Jugoslaviji priklonio srpstvu, dio je pribjegao bježanju od nacionalnog formiranja, držeći se samo vjere i čekajući kako će se stvari formirati, a dio je još bio pod utjecajem ideologije bošnjaštva koje je pomagala austro-ugarska vlast radi opstruiranja hrvatskog i srpskog prava na Bosnu i Hercegovinu i sprječavanja brojčanog jačanja hrvatskog i srpskog nacionalnog korpusa. 
Takve su stvari trajale skoro dva i pol desetljeća, zbog čega se dio Hrvata islamske vjere otuđio od hrvatstva. Muslimani koji su bili već prije nacionalno formirani kao Hrvati odmah su stali uz hrvatsko ime. Poslije drugog svjetskog rata Hrvati su bili stigmatizirani kao ustaše i kao genocidni narod. Izjašnjavanje kao Hrvat islamske vjere automatski je značilo etiketu ustaše i državnog neprijatelja i strahovite progone. Napuštanje hrvatstva i bježanje pod promovirano anacionalno muslimanstvo i jugoslavenstvo značilo je ekskulpiranje od sramotnog biljega ustaštva, zbog čega se većina islamskih Hrvata u domovini priklonila tome. Zbog polastoljetne odvojenosti, otuđila se od hrvatskog nacionalnog osjećaja. Formirao se konvertitski mentalitet s mržnjom prema prijašnjem identitetu. Islamski Hrvati u emigraciji zadržali su hrvatsku nacionalnu svijest. Cijelo vrijeme Jugoslavije i poslije nakon raspada iste islamski Hrvati po svijetu bili su izloženi strahovitim pritiscima, prvo od jugoslavenske diplomacije i tajne službe, a poslije od doseljenih odnarođenih hrvatskih muslimana, izbjeglica i prognanika iz BiH, kojima je zbog polustoljetne jugoslavenske propagande svaka ideje hrvatstva bila kriva za sve, a osobito za rušenje idolizirane Jugoslavije.
Na popisu stanovništva u Bosni i Hercegovini 2013. godine 1375 ljudi se izjasnilo kao Hrvati islamske vjeroispovijesti. Popis stanovništva u Crnoj Gori 2003. zabilježio je 6, a 2011. tek 3 Hrvata muslimana.

## Povijest

### Osmansko razdoblje
Islam na hrvatske etničke prostore dolazi prodorom Turaka. On uglavnom nije nametan silom, već su se prelaskom na isti dobivale zemlja i razne druge povlastice. Pojava prelaska zbog ekonomskih interesa izraženija je bila u siromašnim krajevima, dok u bogatijim krajevima koji nisu oskudijevali hranom i vodom ta je pojava bila znato rjeđa. Ekonomske povlastice, odmetanje od vjere, obespravljenost, progon po vjerskoj osnovi i pravna nejednakost razvile su antagonizam kršćana prema muslimanima koji traje do današnjih dana. 
Godine 1524. dolazi do najžešćega progona katolika u Bosni i Hercegovini. Te su godine srušeni franjevački samostani u Kraljevoj Sutjesci, Visokom, Fojnici, Kreševu i Konjicu, a nešto kasnije i u Mostaru. Drži se da je u takvim i sličnim okolnostima nekoliko stotina tisuća Hrvata katolika prešlo na islam. Često se u narodu zovu poturicama ili Turcima, a najveći hrvatski i srpski nacionalni junaci bili su borci protiv Turaka koji su donijeli islam na Balkan. 
Tijekom osmanskog razdoblja i intenzivnog ratovanja, koje je trajalo oko 300 godina, Hrvatska je izgubila preko polovice stanovništva (raseljavanje, ratni gubitci, odvođenje u tursko sužanjstvo, epidemije, islamizacija), no, uspjela je zadržati svoju vezu sa zapadnom Europom. Pravoslavni narodi su zbog sustava milleta bili država u državi, dok su katolički narodi smatrani opasnim subverzivnim elementom jer je osmanskoj državi jedina prava opasnost dolazila od katoličkih sila na zapadu, dok su se pravoslavne zemlje redom podložile osmanskom vladaru. 
Većina islamiziranih Hrvata zadržala je hrvatsku nacionalnu svijest, a početkom 20. stoljeća većina ih se smatrala Hrvatima.

### 20. stoljeće
Višestoljetna odvojenost od matice dovela je do otuđenja dijela muslimana od matičnih naroda i zaborav svojih korijena. Zbog toga su se javili partikularizmi kod dijela naroda koje je zahvatila islamizacija, procesi formiranja posebnih nacija i odvajanja od matičnog naroda. Korijene tih partikularizama može se tražiti u pokušajima zadržavanja starih povlastica. Kod dijela islamiziraih Hrvata, Srba i Crnogoraca javlja se ideologija bošnjaštva, kao prvo sredstvo odnarođenih muslimanskih spahija protiv nacionalnih pokreta naroda nižeg reda, raje, nekadašnjih njihovih kršćanskih podložnika. Kod Bugara i Makedonaca javljaju se Pomaci. Islamizirani Grci, Vlasi i Cincari bivaju smatrani Turcima nakon grčko-turskog rata, a kršćanski Turci iz Anadolije nakon istog rata smatrani su za Grke pa su u velikoj razmjeni stanovništva poslani u respektivne zemlje. Stihovi kao "Od Trebinja do brodskijeh vrata, nije bilo Srba ni Hrvata" nerealno su iskazivali stanje u Bosni i Hercegovini. Tri godine poslije, Bašagić je postao aktivist Starčevićeve stranke u Zagrebu i izjašnjeni Hrvat. Nesumnjivo je da su istočnokršćanske implikacije srpstva umanjile privlačnost srpske nacionalne ideologije među muslimanima uopće. Samo je nekolicina muslimanskih intelektualaca pristupila srpskoj nacionalnosti: Osman Đikić, Avdo Karabegović Hasanbegov i njegov rođak S. Avdo Karabegović (kod kojega je ono "S" označivalo "Srbin"). Ukratko, srpski je nacionalni pokret tražio od muslimana vjerovati da je otomansko razdoblje – od kojega se prelazak na islam ne može odvojiti – bio zapravo korak natrag. Sam je Starčević, kao utemeljitelj suvremenog hrvatskog nacionalizma, držao da su bosanski muslimani najbolji Hrvati. Godine 1900., kada je nadbiskup vrhbosanski Josip Stadler, čiji je katolički klerikalizam bio sukladan njegovu nebosanskom podrijetlu, pokušavao poistovjetiti hrvatsku nacionalnost s katoličanstvom, i kada je, štoviše, zagovarao muslimanski prijelaz na katoličanstvo, franjevački mu je Osvit odgovorio izjavom, da katoličanstvo ne bi propalo, kad bi nestalo Hrvata, niti bi Hrvati propali kad bi prestali biti katolici. Pretežna većina prvog sveučilišnog naraštaja muslimana držala je sebe Hrvatima. Neki od njih, posebno Safvet-beg Bašagić, čitave su stranice ispisivali u Osvitu, svjedočeći na taj način prihvaćanje muslimana i islama unutar nacionalnih i kulturnih granica hrvatstva. Premda je broj muslimanskih intelektualaca koji su se izjasnili kao Hrvati u prvoj polovici 20. stoljeća premašio broj onih koji su sebe držali Srbima, možda u omjeru deset na prema jedan, barem trećina muslimanskih intelektualaca i velika većina običnih muslimana izbjegavala je biti zahvaćena bilo kojim procesom "nacionalizacije". Unatoč njezinoj potpunoj prevlasti nad bosanskom muslimanskom zajednicom, Jugoslavenska muslimanska organizacija se nije mogla predstaviti kao predstavnik jedne formirane nacionalne skupine, jer je koncepcija posebne bosanske muslimanske nacionalnosti bila neprihvatljiva ne samo za Srbe i Hrvate, nego i za same muslimanske vođe. Čak ako muslimanske mase nisu svjesne svoga narodnog imena, one su ipak nacionalno određene. Prema riječima Osmana Nurij-bega Firdusa, oni su "prisustvovali i krunisanju Tomislava i krunisanju Stjepana Dušana, ali su onda, vjere radi, izgubili nacijonalno osjećanje... Oni su svjesni da im je podloga slovenska, da su jedan dio srpsko-hrvatskog tijela, koji je radi religije postao anacijonalan... biti u isto vrijeme musliman i osjećati nacijonalno, to nije moguće; islam je preči od narodnosti". Protumuslimanski karakter agrarnih sukoba u Bosni i Hercegovini gotovo je posve onemogućio muslimansku integraciju unuar srpske nacionalne ideologije. A prihvatiti Hrvate, za njih bi to značilo izazvati izravnu konfrontaciju s Beogradom, koja bi vrlo vjerojatno ishodovala diobom Bosne i Hercegovine, a JMO – i muslimani općenito – upravo su to htjeli pod svaku cijenu spriječiti. Na primjer, od 24 poslanika koji su izabrani na listi JMO na izborima u studenom 1920. godine, 15 ih se izjasnilo Hrvatima, dvojica Srbima, petorica se uopće nisu nacionalno izjasnila, a jedan se izjasnio kao Bošnjak. [nedostaje izvor] Od 18 poslanika i njihovih zamjenika izabranih na listi JMO na izborima 1923., svi su se, osim dr. Mehmeda Spahe (1883. – 1939.), predsjednika stranke poslije 1921., izjasnili kao Hrvati. [nedostaje izvor] U svoje studentsko vrijeme, Spaho se izjašnjavao kao Srbin, a poslije se nije htio nazivati ni Srbinom ni Hrvatom. Zanimljivo je da se njegov brat Fehim, reis ul-ulema jugoslavenskih muslimana od 1938. do 1942., izjašnjavao kao Hrvat. Treći brat, Mustafa Spaho, po profesiji inženjer, izjašnjavao se kao Srbin. Spahin nasljednik, Džafer-beg Kulenović, figurirao je u Pavelićevoj (Pavelić je odrstao u većinski islamskoj sredini) hijerarhiji kao dio obveznog bosanskog dekora.

### NDH
Oko 30% Ustaške vojnice činili su bosanski muslimani. Godine 2009. objavljena je knjiga Nade Kisić Muslimani i hrvatski nacionalizam koja opisuje odnos prema bosanskim muslimanima u vrijeme NDH. Potpredsjednici državne Vlade NDH bili su muslimani Osman i Džafer Kulenović. U ministarstvima (12 lisnica) muslimanima je povjereno nekoliko vodećih mjesta. Mehmed Alajbegović bio je ministar skrbi za postradale krajeve (listopad 1943.-svibanj 1944.), a potom točno godinu dana ministar vanjskih poslova. Meho Mehičić je od svibnja 1944. do istog mjeseca iduće godine bio ministar obnove opustošenih krajeva, a Hilmija Bešlagić od srpnja 1941. do travnja 1944. ministar prometa i javnih radova. U diplomatskoj službi NDH (8 poslanstava i 9 konzularnih predstavništava) bila su trojica muslimana. Hakija Hadžić bio je poslanik u Budimpešti (srpanj 1944.-svibanj 1945.), Salih Baljić konzul u Ljubljani (studeni 1942.-svibanj 1945.), a Enver Čolaković kulturni ataše u Budimpešti (1944.). U Hrvatski državni sabor NDH od 132 zastupnika 12 ih je bilo muslimana. To su Ismet-beg Begtašević iz kotara Srebrenice, Ferid-beg Cerić iz Bosanskog Novog, Hamdija Šahinpašić iz Rogatice, Muhamed Omerčić iz Tuzle, Nezir Spahić iz Orahovice, Ademaga Mešić i Bećir Đonlagić iz Tešnja, Ismet-beg i Hifzija Gavrankapetanović iz Sarajeva te Mesud Kulenović iz Banje Luke. Pozvani su i Ibrahim Krupić i Alija Šuljak koji kao djelatni državni činovnici nisu mogli biti zastupnici. NDH je imala 22 velike župe, a na dužnosti velikih župana u različitim razdobljima 1941. – 1945. bilo 13 muslimana. To su Nahid Kurbegović, Muhamed Omerčić, Hamdija Šahinpašić, Nezir Spahić, Mujaga Tafro, Ibrahim i Fetah Krupić, Husejin Alić, Ragib Čapljić, Avdo Ferizbegović, Bahrija Kadić, Muhamed Kulenović i Meho Mehičić. Među 28 generala (krilnik), admirala i kontraadmirala u oružanim snagama NDH trojica su bili muslimani. Riječ je o Junuzu Ajanoviću, Muhamedu Hromiću i Salku Alikadiću. Među ukupno 4 465 časnika bila su 64 muslimana kojih se može naći i na visokim pravosudnim i inim dužnostima. Asim Ugljen bio je državni tajnik u Ministarstvu pravosuđa i bogoslovlja (1941.) i predsjednik Vrhovnog suda u Sarajevu (rujan 1943.-studeni 1944.). Hasib Muradbegović bio je 1945. godine predsjednik Vrhovnog suda NDH. Hasan Šuljak bio je na čelu Ravnateljstva za promidžbu, a Junus Mehinagić potpredsjednik Hrvatske državne banke (1943. – 1945.). Broj muslimana na dužnosti ustaških stožernika, pobočnika i logornika bio je veoma malen. U Sarajevu je bilo oko 2.500 sljedbenika ustaškog pokreta među kojima i 151 musliman. U Banjoj Luci koju se namjeravalo proglasiti glavnim gradom NDH bilo je 2.500 članova ustaškog pokreta i tek 20 muslimana. U ustaškoj skupini u izbjeglištvu muslimani su bili jedino Hasan Huskić i Mehmed Pilav. Godine 1941. dodijeljeni su visoki ustaški naslovi dvojici muslimana: Ademagi Mešiću kao doglavniku i Hakiji Hadžiću kao poglavnom pobočniku Glavnog ustaškog stana.
Budući da se Banja Luka našla u prostornom središtu NDH, iznesena je ideja da ona postane prijestolnicom države. U njoj je već bilo sjedište potpredsjednika hrvatske državne vlade. Projekt Banje Luke kao glavnoga grada NDH prihvatili su i geografi, argumentirajući da je grad samim smještajem u "gotovo idealnom središtu" države, unaprijed predodređen "za važne zadaće i veliku ulogu u okviru hrvatskih zemalja". U travnju 1942. tisak prenosi izjavu N. Peršića da "svi znaci pokazuju" da će Banja Luka "u najskorije vrijeme u državnoj upravi i sudstvu zadobiti kud i kamo veće značenje". U istom tonu o Banjoj Luci piše se tijekom kolovoza, primjerice, u "Hrvatskom narodu" može se pročitati sljedeće: "Banja Luka grad na zelenom brzom Vrbasu, bosanska kasaba i europski velegrad. Iztok koji nestaje i budućnost koja dolazi. Banja Luka je budući glavni grad Nezavisne Države Hrvatske."
Ideja o premještanju državne uprave u Banju Luku nije bila strana ni Paveliću, možda bi tako izbjegao pritisku talijanskih predstavnika u Zagrebu. Njemački poslanik Siegfried Kasche stekao je utisak da Pavelić nije doživljavao Zagreb kao urbanu i gospodarsku jezgru države: "Pavelićeva misao bila je da se kasnije glavni grad premjesti u Banju Luku, dakle u srce zemlje. Moj utisak je bio da mu Zagreb kao glavni grad iz austro-ugarskog vremena ne odgovara za tu svrhu u NDH. Privrednom značaju grada nije u tom pogledu pridavao osobitu važnost". Za Banju Luku bio je osobito Ademaga Mešić koji je 1942. izjavio da "prijestolnica ne može biti na periferiji", a Banja Luka se nalazi u centru NDH pa u tom gradu treba "uspostaviti političku vlast". On je zaključio da je Pavelić "velik u svemu", pa tako i u pitanju glavnoga grada, premda bi, po Mešiću, Zagreb i dalje ostao "kulturni i privredni centar" Hrvata. Plan o premještanju prijestolnice u Banju Luku Pavelić je smatrao "Zukunftmuzik", kako je u kolovozu 1941. kazao bugarskom poslaniku Mečkarovu.
Nakon pada NDH broj muslimana koji se izjašnjavaju Hrvatima izrazito je malen (par tisuća).

### Hrvatsko ime u bosanskih i hercegovačkih muslimana
Znameniti turski povjesničar Aali, rodom iz Galipolja, koji je 30 godina u Bosni na dvoru valija boravio, piše o Bošnjacima, u prvom redu bosanskim muslimanima iduće: »Što se tiče plemena Hrvata, koji se pripisuje rijeci Bosni, njihov se značaj odražuje u veseloj naravi; oni su po Bosni poznati i po tekućoj rijeci prozvati. Duša im je čista, a lice svijetlo; većinom su stasiti i prostodušni; njihovi likovi kao značajevi naginju pravednosti. Golobradi mladići i lijepi momci poznati su (na daleko) po pokrajinama radi naočitosti i ponositosti, a daroviti spisatelji kao umni i misaoni ljudi. Uzrok je ovo, što je Bog – koji se uzvisuje i uzdiže – u osmanlijskoj državi podigao vrijednost tomu hvaljenom narodu dostojanstvom i čast njihove sreće uzvisio kao visoki uzrast i poletnu dušu, jer se među njima nasilnika malo nalazi. Većina onih, koji su došli do visokih položaja (u državi) odlikuje se velikodušjem to jest čašću i ponosom; malo ih je, koji su tjesnogrudni, zavidni i pohlepni. Neustrašivi su u boju i na mejdanu, a u društvu, gdje se uživa i pije, prostodušni. Obično su prijazni, dobroćudni i ljubazni. Osobito se odlikuje ovo odlično pleme vanrednom ljepotom i iznimnim uzrastom... Bez sumnje Bošnjaci, koji se pribrajaju hrvatskom narodu, odlikuju se kao prosti vojnici dobrotom i pobožnosti, kao age i zapovjednici obrazovanošću i vrlinom; ako dođu do časti velikih vezira u upravi su dobroćudni, ponosni i pravedni, da ih velikaši hvale i odlični umnici slave«. Hodavendija, čauš bosanskog paše Sofi Mehmeda, piše god. 1589. mletačkom providuru u Zadar po dva pisma turskom jazijom i bosanskom ćirilicom. On sam, musliman iz Bosne, veli na kraju: »Zato mi, rečeni Hodavendi čauš, hotismo učiniti viru od toga posla i dvoje knjige pisati turske, a dvoje horvatske rukom.«. Mehmed-paša Sokolović, veliki vezir Osmanskog Carstva, izdaje godine 1566. naredbu povodom harzaula grčkog patrijara, u kojoj kaže: »Car daje ferman, da rimski fratri po Budimu, Temišvaru i Dubrovniku i uopće od naroda hrvatskoga ne pitaju milostinju, ako taj narod spada na grckog patrijara... No ako pak narod pod patrijara ne spada, zabranjeno mu je napastovati fratre i njihov puk«. Za Sokolovića su Slaveni po turskom Budimu, Temišvaru i Dubrovniku Hrvati, a isto tako i narod, koji od Budima do Dubrovnika po turskoj zemlji stanuje. Onda su i u Bosni Hrvati, jer put iz Budima i Temisvara turskom zemljom u Dubrovnik vodi nužno preko Bosne. U neposrednoj blizini Foče na Drini, u starom gradu Placu, Čelebiji "dadoše 50 hrvatskih momaka pod oružjem za pratioce«. Na Gatačkom polju opet »dobi 300 lijepih po izbor hrvatskih junaka«. U izvorniku te momke resi Čelebija imenom hrvatskih gazija, a pridjevak gazija mogao se dati jedino muslimanima. I tako barem po umnom Čelebiji nailazi se na Hrvate islamske vjeroispovijesti, ne samo u Hrvatskoj i Dalmaciji nego i u Bosni. Mehmed Handžić osvrnuo se u »Obzoru« od 11. srpnja 1938. na orijentalne rukopise Jugoslavenske akademije u Zagrebu. Govoreći o spisu banjalučkog muderiza Muslihudin bin Ali-ja (»Munjetul-talibin ve gunjetur ragibin), pisanu godine 1609., citira iz njegova predgovora ove riječi: »Sva dosadašnja djela i knjige došle su od Arapa i Perzijanaca iz raznih pokrajina i Herata, a ovaj je sastavak nikao u pokrajini Hrvata«. Tako je Mahmut-paša Hrvat, koji »stoji na čelu svim vezirima, učenjacima i pjesnicima iz naših krajeva«. Postao je velikim vezirom iza osvojenja Carigrada (1453.). Takav je i Memi-paša Hrvat (iz Gradačca) i Rustem-paša Hrvat (po mišljenju Kreševljakovića rodom iz Sarajeva), i Sijavu-paša Hrvat, i Tahvil-paša Kulenović Hrvat, sadr' azam Selima II., i još po koji drugi veliki dostojanstvenik Turskog Carstva. Prezimena u muslimana, izvedena iz riječi Hrvat, vrlo su česta. Takva su npr. Hrvo, Hrvat, Hrvačić, Hrvatović, Hrvatinović itd. Isto tako i imena sela, mahala i brda, osobito u istočnoj Bosni. Cijeli jedan gradski kotar Šeher Sarajeva naziva još i danas Hrvatin. Neki pokušaše to ime izvesti iz perzijske riječi »hur-vatan« tj. slobodni dom. Prvotno se nije nikakva mahala nazivala tim imenom već izvjesna pećina (Hrvatin megara) i vrelo, koje izbija iz nje. A da neko jedno vrelo i pećinu u Sarajevu, sredovjekovnoj Vrhbosni, nazove »slobodnim domom«, to je i odviše smiješno tumačenje. Imena brojnih sela, zaselaka i brda, osobito u istočnoj Bosni, izvode se od imena Hrvat. Tako se kod Zvornika na Drini nalazi predio ,>Hrvatske njive« i selo Hrvačići, mahala Kalesija. U brčanskom kotaru Hrvati su kod Čelića, a u tuzlanskom opet zaseoci Hrvati kao dio Turskog Lukavca i Brnjicana, te dalje na jug dio Repnika; nad Repnikom je Hrvatsko brdo (kota 503). Hrvati su nadalje mahale sela Sladne i Babunica kod Gračanice, a Hrvatovići zaselak Donje Zeline u kotaru Gradačac. Isto tako postoje mahale Hrvati u selu Sokolovićima, rodnom mjestu velikog vezira Mehmeda Sokolovića, i Hrvatinovići u Tešnju. Hrvatskim brdom zove se jedno brdo jugozapadno od Travnika. Sva navedena sela i zaseoci pripadaju muslimanima.
»Platno b'jeli rvacka djevojka
U Krajini l'jepoj begovini,
Begovini, u Hercegovini..."
U ovoj je pjesmi ta »rvacka djevojka« sestra je Mustaj-bega hercegovačkog.
Iz bijelog grla muslimanke djevojke često se izvije i pjesma, koja ovako počinje:
»Pošetala Arvatova Ajka, 
Pošetala preko Bazerdžana. 
Ona sreta Arvatova Muju. 
Tri puta je njega pobratila: 
Bogom brate Arvatović Mujo 
Naj ti ovu vezenu mahramu, 
Pa je podaj Sarajliji Ibri. 
Koliko je na mahrami grana, On'liko ga dopanulo rana!...«
Uz kolijevku pjeva majka svom novorođenču:
»Majka sina u bešici nina, 
Ninajuć' ga pjesmu zapjevala:
»Nini, paji, sine Rvatine, 
Resti majci do konja viteza, 
Do viteza i do bojnog koplja; 
Dušmani ti pod nogama bili 
Ko tvom đogi pod nogama klinci!«
U knjižici Ivana Zovke zabilježeno je, da narod zove Zapadnu Hercegovinu "Starom Ervackom«. Osim toga riječ "Nam Hrvat« tj. koljenom Hrvat spominje se toliko puta po starim sidžilima i kjitabima npr. »Kjitab Sakj« sarajevskog kadije Lukšića, kad se govori o kakvom priprostu Bošnjaku, čovjeku iz puka. Nalaze se narodne priče i pjesmice po Hercegovini, Duvnu i Krajini o »arvackom kralju« i njegovim posjedima, o Krešim-kralju (Krešimiru), o banovima i banicama, koje su jedini Hrvati od svih drugih naroda imali. Mjestima kao Banbrdo, Bando, Banovidi, Banica, Banovac, Banja Luka i Banja Stijena obiluje Bosna i Hercegovina, osobito u gornjim krajevima. A Banja Luka i po Farlatiju i po samom dr. Vasi Glušcu jest stari oblik, koji bi danas trebalo izgovarati kao Banska Luka; a tako isto i Banska ili Banova Stijena. Nadalje je u Bosni poznat hrvatski stil kuća (»arvacki tars«) i »kapa hrvatka«, koja se nekad nosila u Bosanskoj Krajini, a sačuvana je i danas u sarajevskom muzeju. Pod hrvatskim se barjakom bore ustaške postrojbe don Ivana Musića u Hercegovini i, u isto vrijeme, fra Stipe Krese u livanjskoj nahiji (1875.). Pod istom milom trobojnicom bitku vodi Ali-paša Rizvanbegović (Stočević) i Al-aga Dadić i Al-aga Voljavica. Hrvatska trobojnica toliko je bila omiljela »hercegovačkom caru« Ali-paši Stočeviću, da ju je dao urezati u svoj skupocjeni sat, a njegovu bajraktaru Durakoviću, da su njegov trobojni barjak zatakli vrh mezara (groba), dok ga zub vremena nije uništio. U obitelji Kulenovića čuva se dragocjen obiteljski barjak crven-bijel-plave boje kao svetinja. Tim istim hrvatskim bojama bila je obojena džamija u Krupi, i munara Fetije u Bihaću i još po koja druga džamija u Bosni.

## Islam u Hrvata danas
U današnjoj Hrvatskoj Islamska zajednica u Hrvatskoj vjerski je autonomna od osnutka Starješinstva (poslije Mešihata) 1990. godine. Glavni joj je organ Sabor Islamske zajednice, a glavno izvršno tijelo Mešihat Islamske zajednice u Hrvatskoj, koji predstavlja Islamsku zajednicu u zemlji i inozemstvu. U Hrvatskoj su brojnije islamske zajednice u sjeverozapadnoj Hrvatskoj u Zagrebu i Varaždinu, u sjeveroistočnoj Hrvatskoj u Slavonskom Brodu, Gunji i Osijeku u središnjoj Hrvatskoj u Sisku, u južnoj Hrvatskoj u Dubrovniku, Splitu, i u zapadnoj Hrvatskoj u Labinu, Poreču, Puli, Rijeci, Umagu. Islamskih vjernika ima i u drugim mjestima u RH, no vjerski su obredi zbog malobrojnosti ondje samo povremeni.

## Poznate osobe
- Abas Arslanagić (Derventa, BiH, 2. rujna 1944.) je nekadašnji rukometni vratar, trener, profesor tjelesne kulture i športski novinar.
- Abdurrahman Adil Čokić (Brčko, 1888. – Tuzla, 1954.), hrvatski vjerski pisac i muftija.
- Abdurezak Hivzi Bjelevac (Hifzo Bjelovac) (Mostar, 8. lipnja 1886. – Zagreb, 25. veljače 1972.), hrvatski i bosanskohercegovački književnik, publicist, prevoditelj i novinar.
- Ademaga Mešić (Tešanj, BiH, 25. ožujka 1868. – zatvorska bolnica u Popovači, 5. srpnja 1945.), bio je hrvatski političar.
- Ahmed-paša Hercegović često i Mahmud-paša Hırvat, rođen kao Stjepan Hercegović (oko 1459. – oko 1517.), bio je vezir Osmanskog Carstva nekoliko puta.
- Ahmet Brković (Dubrovnik, 23. rujna 1974.), hrvatski nogometaš
- Akif Handžić (Sarajevo, 1912. – 1945.) bio je pukovnik-muftija u Ustaškoj vojnici.
- Alen Halilović (Dubrovnik, 18. lipnja 1996.), hrvatski je nogometaš.
- Alija Nametak (Mostar, 6. ožujka 1906. – Sarajevo, 8. studenoga 1987.) bio je bosanskohercegovački pripovjedač, dramatičar i folklorist i hrvatski književnik.
- Alija Šiljak (Goražde, 1947.), član HSP-a i HOS-a i glavni koordinator za obranu istočne Bosne.
- Alija Šuljak (Trebinje, 10. listopada 1901. – Istanbul, 18. listopada 1992.), bio je dužnosnik NDH i stručnjak za zadrugarstvo.
- Asaf Duraković (Stolac, BiH, 16. svibnja 1940.), je hrvatski, kanadski i američki biomedicinski fizičar i hrvatski pjesnik i esejist rodom iz BiH, derviš halvetijevskog reda, šeih sufia.
- Dilaver-paša Hrvat je bio visoki dužnosnik na osmanskom dvoru, hrvatskog podrijetla. Bio je veliki vezir od 17. rujna 1621. do 19. svibnja 1622. godine.
- Djawhar ben Abd Allah Al-Saqlabi (Cavtat, Konavle, Kraljevina Hrvatska, 911. – ?, 992.), bio je osnivač Kaira i Al-Azhera.
- Džafer Kulenović (Džaferbeg Kulenović) (Rajnovci pokraj Kulen Vakufa, 17. veljače 1891. – Damask, 3. listopada 1956.), bio je hrvatski političar i pravnik.
- Đelo Jusić (Dubrovnik, 26. siječnja 1939.), hrvatski je skladatelj, gitarist, aranžer i dirigent.
- Elvira Abdić-Jelenović (Karlovac, 7. rujna 1967.) je hrvatska političarka u Domu naroda PFBiH od siječnja 2007.
- Fehim Spaho (Sarajevo, 13. veljače 1877. – Sarajevo, 14. veljače 1942.), reis-ul-ulema ↓1 bosanskih muslimana od 1938. do 1942., u razdoblju Nezavisne Države Hrvatske.
- Franjo (Mehmed) Filipović, zagrebački kanonik i četovođa ("Delipop"), prešao na islam 1574.
- Hakija Hadžić (Bileća, 1. siječnja 1883. – Damask, 1. siječnja 1953.) je bio hrvatski političar, publicist, diplomat, kulturni i politički djelatnik iz BiH.

- Hasan Šuljak (Trebinje, 28. veljače 1917.), hrvatski i egipatski novinar, dužnosnik NDH i sirijski diplomat.
- Hilmija Bešlagić (Banja Luka, 12. srpnja 1899. – Buenos Aires, 1. prosinca 1977.) hrvatski političar, gradjevinski inženjer, veliki župan velike župe Pliva i Rama i ministar NDH.
- Ibrahim-paša Kulenović (rođ. ? 16.st.)
- Ibrahim Pirić-Pjanić (Soko kraj Gračanice 1896. – München 1977.), ustaški pukovnik, zapovjednik XXV. ustaške bojne i pripadnik hrvatske emigracije.
- Ibrica Jusić (Dubrovnik, 15. prosinca 1944.), hrvatski glazbenik.
- Irfan Smajlagić (rođen 16. listopada 1960. u Banjoj Luci) hrvatski rukometaš i rukometni trener.
- Ismet Muftić (Žepče, 1876. – Zagreb, 29. lipnja 1945.), bio je zagrebački muftija.
- Junuz Ajanović (Žepče, 5. listopada 1890. – Zagreb, srpnja 1945.), general oružanih snaga NDH.
- Jusuf Mašković (Vrana/Pakoštane, oko 1604.–Carigrad, 21. siječnja 1646.), bio je osmanski vezir i admiral.
- Mahmut-paša Hrvat (Adni Mahmud-paša Anđelović)
- Maida Arslanagić (Zagreb, 20. travnja 1984.), hrvatska rukometašica
- Mehmed Alajbegović (Bihać 7. svibnja 1906. – Zagreb 7. lipnja 1947.) bio je hrvatski političar, diplomat i pravnik.
- Mehmed Ali Ćerimović (Ljubuški, 1872. – Sarajevo, 1943.), hrvatski vjerski pisac, sudac i književnik iz BiH.
- Mehmedalija Mak Dizdar (Stolac, 17. listopada 1917. – Sarajevo, 14. srpnja 1971.), pjesnik.
- Meho Mehičić (Mehmed) (Bosanski Petrovac, 1904. – Salzburg, 17. listopada 1967.), odvjetnik, političar i ministar NDH.
- Memi-paša Hrvat
- Mirsad Bakšić (Trebinje, BiH, 9. kolovoza 1936. – Zagreb, 6. srpnja 2012.) bio je hrvatski pravnik, umirovljeni brigadir HV-a i bivši vojni tužitelj.
- Mirza Džomba (Rijeka, 28. veljače 1977.) je bivši hrvatski rukometni reprezentativac.
- Muhamed Hromić (Sarajevo, 6. listopada 1893. – Beograd, 24. rujna 1945.), general za vrijeme NDH.
- Murat-beg Tardić (Šibenik, ? – ?, svibanj 1545.), zapovjednik napada na Klis i prvi kliški sandžakbeg
- Nahid Kulenović (Brčko, BiH, 5. srpnja 1929. – München, 30. lipnja 1969.), bio je hrvatski političar, novinar i publicist.
- Nijaz Batlak Daidža (pseudonim: Mate Šarlija; Zvekovica pored Cavtata, 15. ožujka 1929. – Zagreb, 31. siječnja 1999.) bio je general u Hrvatskoj vojsci tijekom Domovinskoga rata u Hrvatskoj od 1991. do 1995. godine.
- Osman Kulenović (Rajnovci kraj Kulen Vakuf 15. prosinca 1889. – Zagreb, 7. lipnja 1947.), hrvatski političar i pravnik.
- Pijale-paša Hrvat (1515. – Cipar, 1578.), admiral mornarice Osmanskog Carstva.
- Rustem-paša Hrvat (Skradin, o. 1500., po drugim izvorima iz Butmira iz Sarajevskog polja[1] – Carigrad, 1561.), Rustem-paša Opuković, osmanski general i državnik hrvatskog podrijetla iz Bosne
- Safvet-beg Bašagić (Nevesinje, 6. svibnja 1870. – Sarajevo, 9. travnja 1934.), bošnjački i hrvatski književnik i hrvatski narodni preporoditelj.
- Salko Alikadić (Kladanj, 18. ožujka 1896. – kod Doboja, 16. studenoga 1941., general oružanih snaga NDH.
- Samir Barać (Rijeka, 2. studenog 1973.), bivši hrvatski vaterpolist.
- Sijavuš-paša Hrvat (u. 1594. ili 1602.) je bio visoki dužnosnik na osmanskom dvoru hrvatskog podrijetla. U trima je navratima bio veliki vezir: 24. prosinca 1582. – 28. srpnja 1584., 15. travnja 1586. – 2. travnja 1589. i 4. travnja 1592. – 28. siječnja 1593.
- Sinan-paša Borovinić (1504. – 1506.) bio je visoki dužnosnik na osmanskom dvoru, podrijetlom Hrvat iz BiH.
- Sinan-paša Hrvat (rođ.? – 21. prosinca 1553.), admiral mornarice Osmanskog Carstva od 1550. – 1553.
- Tahvil-paša Kulenović Hrvat (rođ. ?16.st.)
- Tahir Alagić (Sanski Most, 13. listopada 1898. – Zagreb, kolovoz 1948.), hrvatski časnik.
- Tarik Filipović (Zenica, 11. ožujka 1972.), hrvatski je glumac i TV voditelj porijeklom iz Bosne i Hercegovine.
- Zlatan "Zlatko" Saračević (Banja Luka, 5. srpnja 1961. – Koprivnica 21. veljače 2021.), hrvatski rukometaš i rukometni trener.
- Zlatko Hasanbegović (Zagreb, 1973.), hrvatski je povjesničar.
- Samir Elezović (Bosanska Krupa 1971.) hrvatski pisac, novinar publicista, sportski radnik, odbojkaški sudac i trener